# Pinocchio (Winshluss)
Pour les articles homonymes, voir Pinocchio (homonymie).
Pinocchio est la libre adaptation du célèbre roman éponyme de Carlo Collodi par l'auteur de bande dessinée Winshluss. Elle est publiée en 2008 par les Requins Marteaux.
La bande dessinée retrace les évènements du roman éponyme en parodiant personnages et situations. Ainsi, Pinocchio est un petit enfant robot destiné à être vendu en tant qu'arme de guerre. Mais ce dernier tue malencontreusement la femme de Gepetto, puis quitte la maison. En parallèle, Jiminy Cafard se met à vivre dans sa tête.

## Distinctions
- 2009 : Fauve d'or : prix du meilleur album au Festival international de la bande dessinée d'Angoulême[1].
- 2010 :  Prix Max et Moritz de la meilleure publication de bande dessinée importée[2].
- 2013 :  Troféu HQ Mix de la meilleure BD étrangère[3].